# Фамильярность
Фамилья́рность (от «фамильярный», лат. familiaris, «семейный, дружеский» через пол.  familiarny) — стиль общения, негативно оцениваемый носителями языка как проявление бесцеремонности, развязности, панибратства. 
Фамильярный стиль общения имитирует неформальный стиль коммуникации, принятый между близкими людьми (родственниками, хорошими друзьями), для которого характерно равноправие собеседников и свобода выбора содержания и средств речевой коммуникации. В русском языке и культуре типичными признаками фамильярности являются: использование «ты» в ситуациях, когда этикет предписывает общение на «Вы», употребление разговорных вариантов имён слушателей («Толик», «Иваныч»), применение суффиксов субъективной оценки (например, «-ок», «дружок»), небрежность произношения («здрасьте», «ваще»), похлопывание по плечу, объятия.
Фамильярность демонстрирует наличие близости (родственной, любовной, дружеской), которая на самом деле отсутствует. У малознакомых людей фамильярность может породить конфликт вследствие того, что ситуация асимметрична: говорящий с использованием неформального стиля считает себя близким по статусу к слушателю, а слушатель может быть уверен в противоположном. Речевой этикет для избежания этого конфликта содержит ритуалы достижения договорённости о переходе к неформальному стилю общения, например, брудершафт и предложение «давайте перейдём на „ты“». Поскольку правила речевого этикета усвоены носителями языка на очень глубоком уровне, их невыполнение (например, обход процедуры договорённости о неформальном общении) препятствует эффективности коммуникации. Некоторые авторы выделяют в русском менталитете два типа фамильярности: «интимную» и «недружелюбную».
Фамильярность приводит к коммуникативному и психологическому дискомфорту адресата, так как говорящий без каких-либо оснований претендует на существование близких отношений, нарушая в одностороннем порядке социальную дистанцию. Переход к фамильярности может быть как намеренным, так и ненамеренным, в последнем случае он свидетельствует о низком уровне владения языком и самоконтроля и/или низком социальном статусе говорящего. Намеренное применение фамильярности свидетельствует о неравенстве собеседников, при этом переход происходит, наоборот, по инициативе собеседника, расположенного выше на иерархической лестнице, сознательная огрублённость речи применяется для имитации введения собеседника в «круг своих» или, в более редких случаях, в попытке разрядить напряженную ситуацию.
В ораторском искусстве, на конец XIX столетия, стиль речи различался, по слушателям или по характеру говорящего и мог быть:
- низкий или дружеский (фамильярный);
- возвышенный или патетический;
- средний[3].